# 库尔瑟曼
库尔瑟曼（法語：Courcemain，法語發音：[kuʁsəmɛ̃]）是法国马恩省的一个市镇，属于埃佩尔奈区。

## 地理
库尔瑟曼（48°37'2"N, 3°55'10"E）面积9.96 平方千米，位于法国大東部大區马恩省，该省份为法国东北部内陆省份，北起阿登省，西北接埃纳省，西南接塞纳-马恩省，南至奥布省，东南接上马恩省，东临默兹省。
与库尔瑟曼接壤的市镇（或旧市镇、城区）包括：布拉日、普朗西拉拜、福-弗雷奈、圣萨蒂南。

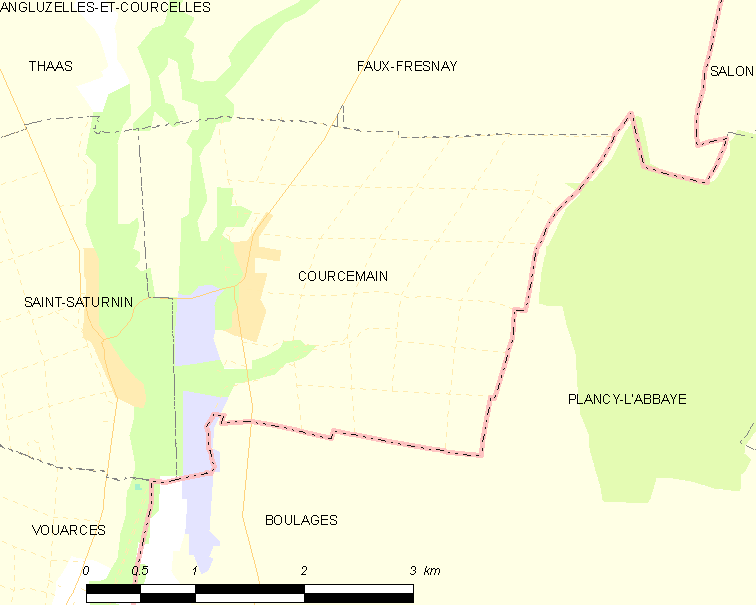
库尔瑟曼的OSM定位图

库尔瑟曼的时区为UTC+01:00、UTC+02:00（夏令时）。

## 行政
库尔瑟曼的邮政编码为51260，INSEE市镇编码为51182。

## 政治
库尔瑟曼所属的省级选区为韦尔蒂-香槟平原县。

## 人口

1962-2008年间库尔瑟曼人口变化图示

库尔瑟曼于2022年1月1日时的人口数量为87人。